# Dominique Mathieu
Dominique Joseph Mathieu, O.F.M. Conv. (* 13. června 1963, Arlon) je původem belgický římskokatolický řeholník a kněz, arcibiskup teheránsko-isfahánský a designovaný kardinál.

## Život
Po ukončení střední školy vstoupil do minoritského řádu, kde v roce 1987 složil slavné sliby. Roku 1989 přijal kněžské svěcení, působil na různých místech belgické a později sjednocené frankofonní minoritské provincie. Roku 2013 byl inkardinován do Kustodie Svaté země, působil v Libanonu především v oblasti řeholní formace. Roku 2019 byl zvolen generálním definitorem minoritského řádu. 

### Biskupská služba
Na začátku roku 2021 jej papež František jmenoval arcibiskupem teheránsko-isfahánským a 16. února 2021 přijal biskupské svěcení v římské bazilice Dvanácti svatých Apoštolů.

### Kardinálská kreace
V neděli 6. října 2024 papež papež František oznámil, že na 8. prosince 2024 svolá konzistoř, v níž bude jmenovat 21 nových kardinálů a mezi nimi také Mons. Mathieua.